# دی مرن
دی مرن (به هلندی: De Meern) یک منطقهٔ مسکونی در هلند است که در اوترخت واقع شده‌است. دی مرن ۲۱٬۷۶۴ نفر جمعیت دارد و ۲ متر بالاتر از سطح دریا واقع شده‌است.